# 王士瑞
王士瑞，字五生，浙江台州府太平縣人，明朝政治人物、賜特用進士出身。

## 生平
天啟七年以歲貢中舉人，崇禎十三年中殿試乙榜，十五年賜進士，歷官邵武知縣、邵武同知。